# Уголовно-исполнительное право
Уголовно-исполнительное право — самостоятельная отрасль права, представляющая собой систему юридических норм, регулирующих общественные отношения, возникающие в процессе и по поводу исполнения всех видов уголовных наказаний и применения иных мер уголовно-правового воздействия.
Как самостоятельная отрасль права, уголовно-исполнительное право имеет собственный предмет, метод и систему норм.

## Понятие уголовно-исполнительного права
В настоящее время УИП всеми авторами рассматривается как самостоятельная отрасль права, включающая в себя совокупность правовых норм, регулирующих общественные отношения, возникающие в процессе и в связи с исполнением (отбыванием) уголовных наказаний.
В определении предмета регулирования существует 3 подхода:
1. Широкий подход: УИП = исполнение уголовных наказаний и иных мер уголовно-правового характера (А. И. Зубков).
2. Более узкий подход: УИП = исполнение У-наказаний и иных мер УП-хар-ра кроме принудительных мер воспитательного воздействия (С. И. Курганов).
3. Узкий подход: УИП = исполнение У-наказаний (В. М. Анисемков, В. Б. Малинин).

Группы общественных отношений, регулируемых уголовно-исполнительным правом:
1. Собственно уголовно-исполнительные отношения — отношения по непосредственному исполнению и отбыванию наказания и иным мер уголовно-правового характера. *Исполнение наказания — деятельность соответствующих гос. органов, призванных обеспечить отбывание осуждёнными назначенного им по приговору суда наказания либо иных мер уголовно-правового воздействия. Отбывают же наказание осуждённые.
2. Отношения, связанные с собственно уголовно-исполнительными:

- предшествующие таковым (например, конвоирование осуждённого в колонию),
- сопутствующие (контроль и надзор за учреждениями и органами, исполняющими наказания и др.)
- вытекающие из уголовно-исполнительных — отношения по ресоциализации осуждённого, его направление из места лишения свободы к месту проживания).

## История формирования уголовно-исполнительного права
УИП является правопреемником исправительно-трудового, пенитенциарного права, а ещё ранее — тюрьмоведения.
- Тюрьмоведение сформировалось в конце XIX в. и рассматривалось как специфическая часть отрасли УП, предметом его было исполнение уголовного наказания.
- Название тюрьмоведение просуществовало примерно до 1917 года. Затем, до середины 30-х гг. XX века, соответствующая часть отрасли называлась пенитенциарным правом.
- С середины 1930-х гг. акцент исполнения уголовных наказаний был сделан на трудовое воздействие, что позволило закрепить за соответствующей частью уголовного права название «исправительно-трудовое право». До начала 1950-х гг. исследований в этой области практически не проводилось.
- В 1957 г. учёные Б. С. Утевский и Л. С. Галесник предложили считать исполнительно-трудовое право самостоятельной отраслью права. Однако у такого подхода были противники: С. С. Алексеев полагал, что часть норм исправительно-трудового права относится к уголовно-процессуальному, а часть — к трудовому праву; М. Д. Шаргородский и А. А. Пионтковский продолжали считать его подотраслью уголовного права. К 1970-м годам идея рассмотрения уголовно-исполнительного права как самостоятельной отрасли была поддержана большинством учёных.
- С 1980-х — начала 1990-х гг. название «исправительно-трудовое право» потеряло своё значение. На то время уже использовалось, хотя и неофициально, название «уголовно-исполнительное право». Существует две точки зрения на то, с какого момента утвердилось новое название отрасли:

1. с принятием Конституции РФ (где к ведению Российской Федерации было отнесено «уголовное и уголовно-исполнительное законодательство») — мнение А. И. Зубкова;
2. с введением в 1997 г. Уголовно-исполнительного кодекса РФ, окончательно закрепившего современное название отрасли — точка зрения С. И. Курганова.

## Методы уголовно-исполнительного права
- По способу регулирования — императивный
- По характеру взаимосвязи субъектов — метод власти и подчинения
- По характеру воздействия на поведение людей — карательный
- По способу воздействия: базовый метод — запрет, наряду с этим применяются дозволение, предписание, поощрение.

## Цели и задачи уголовно-исполнительного права
Цели уголовно-исполнительного права:
- Исправление осуждённых
- Предупреждение совершения новых преступлений

Задачи уголовно-исполнительного права:
- Регулирование порядка и условий исполнения и отбывания наказаний
- Определение средств исправления осуждённых
- Охрана прав, свобод и законных интересов осуждённых
- Оказание осуждённым помощи в социальной адаптации

## Принципы уголовно-исполнительного права в РФ
Принципы уголовно-исполнительного права — это руководящие правовые идеи, выражающие основные правовые взгляды государства на характер уголовно-исполнительного права и регулирование общественных отношений при исполнении уголовных наказаний.
В Российском законодательстве принципы уголовно-исполнительного права закреплены в статье 8 Уголовно-исполнительного кодекса Российской Федерации.